# 729
Cette page concerne l'année 729  du calendrier julien. Pour l'année 729 av. J.-C., voir 729 av. J.-C.
L'année 729 est une année commune qui commence un samedi.

## Événements
- Fondation de Sidjilmâsâ dans le sud de l’Atlas marocain par des tribus nomades[1]. Elle devient le centre d'une principauté sufrite prospère en 757[2].
- Culture de l’ère Tenpyō (729-749)[3] durant l'époque de Nara au Japon.

### Europe
- Avril : Al-Haytham ibn Ubayd al-Kilabi devient gouverneur d'al-Andalus. Il envoie une expédition contre Munuza, le chef berbère de la frontière des Pyrénées, qui refuse de participer à un raid contre la Gaule car il a conclu une trêve avec son beau-père le duc Eudes d'Aquitaine. Munuza est vaincu et tué dans son château de Llívia et son épouse Lampegia est envoyée captive au calife de Damas[4].

- Après un premier échec de la flotte byzantine, l’exarque Eutychius parvient à reprendre Ravenne au roi des Lombards Luitprand, avec l'aide de la république de Venise sollicitée par le pape Grégoire II, qui craint la trop grande puissance de Luitprand[5]. Hildeprand, neveu du roi des Lombards qui défendait la ville, est fait prisonnier. Une armée de secours est battue près de Rimini et les garnisons lombards sont chassées de l’exarchat et de la Pentapole. L’exarque s’allie alors au roi des Lombards contre le pape et les ducs de Spolète et de Bénévent. Ces derniers se soumettent après la prise de Spolète. Les armées de Liutprand et d’Eutychius marchent sur Rome. Le pape se porte à la rencontre de Liutprand et parvient à le convaincre d’abandonner le siège de la ville. L’exarque entre dans Rome et y rétablit l’ordre. Le pape se rallie à l’empire, même s’il continue à s’opposer à l’iconoclastie. Un anti-empereur, Tiberius Petasius, proclamé en Toscane, est tué et sa tête est envoyée à Byzance[6].
- Le château de Sutri, pris par les Lombards en 728, est donné ou restitué au pape par Luitprand ; Cette donation est considérée comme la première étape dans la constitution du Patrimoine de Saint Pierre[7].

## Décès en 729
- 20 mars : Nagaya, prince japonais condamné au suicide à l'instigation du clan Fujiwara[8].
- 24 avril : Ecgberht, religieux anglo-saxon.
- 9 mai : Osric, roi de Northumbrie.

- Drust VII, roi des Pictes.